# Anthriscus mollis
Anthriscus mollis là một loài thực vật có hoa trong họ Hoa tán. Loài này được Boiss. & Reut. mô tả khoa học đầu tiên năm 1856.